# Time Machine (альбом «Машины времени»)
Time Масhine — десятый студийный альбом российской рок-группы «Машина времени». Записан в лондонской студии Abbey Road и издан в 2007 году на CD и LP компанией «Синтез рекордс». В подарочный вариант входит DVD с фильмом о записи альбома, снятый компанией «АБВ» по заказу «Первого канала».

## Об альбоме
Идея записать альбом в Англии пришла во время дружеской встречи «машинистов» с Юрием Вереновым, совладельцем фирмы «A&T Trade» и представителем компании «Bowers & Wilkins» в России, который не только стал инициатором записи альбома в Лондоне, но и оказал серьёзную административно-финансовую поддержку.
Ещё во время записи предыдущего альбома «Машинально» в 2004 году Андрей Макаревич и Андрей Державин ездили на экскурсию на Abbey Road. К следующему «Машина времени» готовилась более полугода. С «наведением мостов» в музыкальных кругах Лондона помог Владимир Матецкий, который нашёл продюсера-англичанина Хэймиша Стюарта и проделал огромную организационную работу. Матецкий стал сопродюсером альбома «Time Machine», предложив новую систему работы. За полгода «машинисты» написали 13 демо-песен в его студии.

Если честно, мне эта история с «Abbey Road» изначально не нравилась, и я закатил жуткий скандал, когда её всё-таки затеяли. Потому что для меня не важно, ГДЕ делать, важно, ЧТО делать. Мы были недостаточно подготовлены тогда к такому проекту. Хотя я понимаю, что время в Лондоне мы провели клёво. Замечательно записались, поиграли, но нужно было это делать именно сейчас, когда мы уже лучше готовы, а не два года назад.
— Евгений Маргулис
Запись и сведение альбома «Time Machine» продолжались два месяца (месяц в Лондоне и столько же в Москве) и были закончены в декабре 2006 года. Звукорежиссёр — Питер Хендерсон, ассистент — Крис Болстер (studio 2 & 3). Мастеринг сделан на Abbey Road (Стив Рук). Продюсер — Хэймиш Стюарт. Исполнительный продюсер — Владимир Матецкий. Редакция и наложение — «Петростудия», Москва. Звукорежиссёр — Александр Бармаков, Pro Tools — Самвел Оганесян. Продюсер — Александр Кутиков.
Рассказывает Александр Кутиков: «Это был полёт в другую вселенную. Во-первых, впервые за все годы существования „Машины“ мы попробовали сочинять коллективно — было очень тяжело, но несколько удач нас на этом пути ожидало. Во-вторых, за те дни, что провёл на Abbey Road, я понял о звуке больше, чем за всю предыдущую жизнь. Никогда столько не работал, хотя вообще не ленив — проводил по двенадцать часов в студии, а потом, ночью, голова гудела от того, что накопилось за день и должно было быть разложено по полочкам! Культура звука, понимание музыки на световые годы отстоит от всего, что можно увидеть и услышать в наших студиях. Рабочий день на студии длится не более 12 часов. Меньше — пожалуйста, больше — нет. При этом один сорокаминутный перерыв на ланч. Работают в таком режиме все: звезды, музыканты, техники, инженеры, продюсеры… Первые два-три дня это было непривычно и немного сложно для нас — такая плотная по времени работа. Но в принципе мы были готовы к такому режиму, потому что ещё до начала работы наш координатор, бывший личный менеджер Маккартни и вице-президент BMG Ричард Огден сказал нам: „Некоторые известные группы были введены в заблуждение тем, что Вторая студия Abbey Road — это магическая студия… но если вы приедете на работу в неподготовленном состоянии, если у вас не будет полностью сделан материал, если он не будет выигран до такой степени, чтобы его могла исполнить вся группа, — успеха у вас не будет“. И зная все это, мы готовились очень тщательно, потратили очень много времени. И поэтому, когда мы приехали туда, вот этот двенадцатичасовой рабочий день — он нас, конечно, удивил, но мы морально были готовы к такому режиму работы».
Пожеланием продюсера Стюарта было как можно большее количество песен и точный литературный перевод, который был выполнен Матецким. Во время записи в Лондоне, Стюарт тщательно сверял «чистовой» вариант с демонстрационным. Звукорежиссёр Питер Хендерсон стремился не диктовать музыкантам своих решений.
Были использованы пластиковая гитара 1930-х годов (на ней играл Маргулис в композиции «Кил-Бил»), студийный пульт EMI, на котором записывались «The Beatles», «The Kinks», «The Hollies», пианино «Стейнвей» (звучавшее в песне «Lady Madonna»), орган «Хаммонд» B-3 с кабинетом Leslie, ламповый микрофон Neumann U47 (в него пели Элла Фитцджеральд, Фред Астер, Джон Леннон, Пол Маккартни и Джордж Харрисон), компрессоры Fairchild 1947 года, гитарные усилители Vox AC-30 и Marshall 800, басовые Ampeg, мониторы YAMAHA NS-10, наушники Beyerdynamic 100 и 109, кабаса, кахон, уотерфон (водофон, изобретённый Ричардом Уотерсом в 1975 году, тип атонального акустического музыкального инструмента, состоящего из шара резонатора нержавеющей стали или ёмкости с цилиндрической шеей и бронзовыми стержнями различных длин и диаметров вокруг оправы. Резонатор может содержать небольшое количество воды, дающей яркий звук. Для игры используются специальные смычки и молоточки).
Кроме Андрея Макаревича, Александра Кутикова, Евгения Маргулиса, Андрея Державина, Валерия Ефремова в альбоме «Time Machine» играют Рэй Купер, Пол «Викс» Викенс (Боб Дилан, Элтон Джон, Ник Кершоу, Бой Джордж, Джони Митчелл, Bon Jovi) — музыкальный руководитель группы Пола Маккартни, гитарист Алан Йоханнес, студийная струнная группа под управлением аранжировщика и дирижёра Питера Мюррея, духовая секция Нейла Сидвелла, трубач Мартин Шоу и перкуссионист-бразилец Боско ди Оливейра. Хэймиш Стюарт (Пол Маккартни, Ринго Старр, «The AllStars», «Average White Band», Чака Хан) исполнил гитарное соло в песне «Улетай», а также партии на акустической и двенадцатиструнной гитаре в других треках. Звукорежиссёр Хендерсон первую премию «Грэмми» получил за запись альбома «Supertramp» «Breakfast in America». Работал с Тиной Тернер, Blur. Питер Мюррей — один из самых известных струнных аранжировщиков, работающих для Abbey Road, пришёл к успеху после песни «Angie» из альбома «Goats Head Soup» знаменитых The Rolling Stones.
7 марта 2007 года в СК «Олимпийский» состоялся концерт-презентация нового альбома, примечательная тем, что на сцену с группой вышел продюсер Time Maсhine Хэмиш Стюарт. Одновременно, в марте 2007 года прошла выставка графических работ Андрея Макаревича под названием "Картинки с «Abbey Road».
Песни «Улетай» и «Кил-Бил» попали в ротацию большинства радиостанций. Запись во всемирно известной студии породила знакомый риторический вопрос: «Кого ты хотел удивить?» К тому же удивила массированная реклама альбома за три месяца до выхода. В целом, сведение приличное, но работа показалась невыразительной и сухой. Больше всего звук удался в песне «Корабли». С точки зрения музыки, в альбоме ничего нового нет.
За композиции «Улетай» и «Поворот» 1 декабря 2007 года группа получила премию «Золотой граммофон» за вклад в развитие отечественной музыки. Награду вручал телеведущий Владимир Познер, который сказал, что «всё меняется очень быстро: вкусы, мода, особенно эстрадная музыка, но есть такие музыканты, которые имеют свою ноту, всегда узнаваемы и не подвержены моде. Есть „The Beatles“, есть „Rolling Stones“, а в России есть „Машина времени“».
Когда «машинисты» приехали на «Эбби Роуд» записывать «Time Machine», то решали они там, в первую очередь, задачи не музыкальные, а терапевтические. Атмосфера студии пробуждала в музыкантах самые лучшие чувства, но на песнях это, к сожалению, не отразилось. Возникла та же ситуация, что и при создании в 1996 году в США альбома группы «ДДТ» «Любовь». Англичане хотели представить фонограмму на «Грэмми» в номинации «Иностранная музыка». Питер Хендерсон готов был сделать это, потому что, чтобы попасть в номинацию, нужна рекомендация двух академиков, а Питер — сам академик, обладатель шести «Грэмми». Но этим следовало заниматься активно и со стороны «Машины», а для Макаревича и компании работа в Abbey Road обошлась в несколько сот тысяч долларов, окупить которые продажей дисков в России было нереально.
Кутиков, оценивая конечный результат, сказал, что запись могла выйти лучше и качественнее. Но группа была зажата временными и финансовыми рамками, поскольку Abbey Road очень дорогая студия. Задумка пригласить Джеффа Линна также не удалась, потому что месяц его работы стоил четыреста тысяч долларов. Таким бюджетом «Машина времени» не располагала.

## Список композиций
1. Полный контакт (Андрей Макаревич, Александр Кутиков, Евгений Маргулис — Андрей Макаревич)
2. Улетай (Александр Кутиков — Андрей Макаревич)
3. Старый самолёт (Евгений Маргулис)
4. То, чего больше нет (Андрей Макаревич, Александр Кутиков, Евгений Маргулис, Владимир Матецкий — Андрей Макаревич)
5. Слива (Андрей Державин — Андрей Макаревич)
6. Пой (Евгений Маргулис, Александр Кутиков, Андрей Макаревич, Владимир Матецкий — Андрей Макаревич)
7. Ночь за твоим плечом (Александр Кутиков — Андрей Макаревич)
8. Простите (Андрей Макаревич)
9. Новая весна тебя убьёт (Евгений Маргулис, Александр Кутиков — Андрей Макаревич, Владимир Матецкий)
10. Кил — Бил (Андрей Макаревич, Александр Кутиков, Евгений Маргулис, Владимир Матецкий, Андрей Державин — Андрей Макаревич, Евгений Маргулис)
11. Небо напомнит (Андрей Макаревич, Александр Кутиков, Евгений Маргулис, Владимир Матецкий — Андрей Макаревич)
12. Ангел (Евгений Маргулис, Ольга Ципенюк[15])
13. Корабли (Андрей Макаревич, Евгений Маргулис — Андрей Макаревич)

## Оценки
По словам Андрея Головкина («Наш неформат»), альбом «разрекламированный и предвкушаемый, он надежды в целом оправдал: свеж, интересен, в чём-то актуален. Переплюнуть хитовую пластинку прошлого века „Отрываясь“ ему, пожалуй, не удалось <…> „Time Machine“ радует ухо не только классным звуком и рядом отличных песен, но и рассыпанными там и сям блестками с одежд великих предшественников»
Дмитрий Бебенин (Звуки.ру) отмечал: «Общая звуковая картина „Time Machine“ <…> не слишком отличается от тех, что все последние годы создают сами „машинисты“ на собственной студии. Если тут и имеются какие-то отличия в лучшую сторону, то, заметит их, пожалуй, лишь специалист высокого полета. Стоило ли вообще мотаться в Лондон? <…> Возможно, следующая работа Машины Времени будет записана по месту обитания, и при этом превзойдет эту качеством звука на порядок»
Борис Барабанов (Rolling Stone Russia) отметил, что «запись альбома в лондонской студии Abbey Road, безусловно, сработала для „Машины времени“ как отличный пиар. В первую неделю продаж диск „Time Machine“ буквально сметали с прилавков магазинов, а на „Горбушке“ в какой-то момент он просто кончился». При этом по мнению критика запись альбома на Abbey Road не сделала звучание более близким к The Beatles, «Перспектива записи в легендарной студии скорее помогла музыкантам „Машины времени“ вспомнить себя, мобилизоваться и придумать лучшие свои песни за последние десять лет, оставаясь в рамках собственного стиля». В целом, по мнению Барабанова: «В альбоме нет ничего, что могло бы резануть слух индивида, слушающего группу последние тридцать лет, кроме, быть может, номера „Кил-Бил“».
Владимир Полупанов (TopPop.ru) отрицательно оценивает альбом, говоря: «Ничего кроме брюзжания („Это раньше птичек манило искусство, теперь они все чаще там, где капуста, а не драные джинсы и пустой кошелек“) и неуместного юморка („Я старый самолет, я толстый самолет, я джамба-лабамба“) в новом альбоме „Машины“ нет. Не говоря уже о свежих запоминающихся мелодиях и ярких метафорах, чем всегда славился ранний Макаревич. В новых песнях „МВ“ — уже много раз пережеванная самим же Макаревичем труха лингвистических штампов, литературных аллегорий и избитых истин („Только правда всегда победит“). Первый же трек „Полный контакт“, сделанный с претензией на социальный протест, скорее, напоминает мультяшные шумелки Винни-Пуха. „В моем телевизоре что-то не так, достали танцы. Иду на полный контакт…“ или „У власти добрый проницательный взгляд“ — это вся смелость, на какую способен нынешний Макаревич, бичующий власть и осуждающий пороки общества. При этом нет ни бешенного драйва Мика Джаггера, ни позитивного обаяния старенького Пола Маккартни. Поэтому новые песни „Машины“ и кажутся набором качественно записанных ворчалок». Полупанов задаётся риторическим вопросом: «стоило ли тратить деньги на запись ЭТИХ ПЕСЕН в Англии и громко кричать про „Abbey Road“? Мне кажется, нет».
Алексей Мажаев (InterMedia) в 2009 году назвал альбом «громким пшиком»: «„Машина времени“, дорвавшись до легендарной Abbey Road, выпустила громкий пшик под названием „Time Machine“. Все знают, что „Машина“ записалась на битловской студии, но мало кто способен вспомнить хотя бы пару-тройку песен с того альбома».

## Музыканты
«Машина времени»
- Андрей Макаревич — основной вокал, гитара
- Александр Кутиков — бас-гитара, вокал
- Евгений Маргулис — гитара, вокал
- Андрей Державин — клавиши, вокал
- Валерий Ефремов — барабаны

приглашённые музыканты
- Хеймиш Стюарт — гитары (2, 7, 13), бэк-вокал (2, 13)
- Михаил Клягин — гитара (1), бас-гитара (1). Студия в Москве
- Рэй Купер — перкуссия (3, 7, 10), тамбурин (8), тарелки (9)
- Сергей Остроумов — перкуссия (3, 7, 10), тамбурин (11). Студия в Москве
- Александр Дитковский — труба (10, 13). Студия в Москве
- Евгений Борец — орган «Хаммонд» (7). Студия в Москве
- Нейл Сидвелл — тромбон (3, 7, 12), аранжировка духовых
- Найджел Хитчкок — альт-саксофон (3, 7, 12)
- Пол Спонг — труба (3, 7, 12)
- Пол «Викс» Викенс — клавиши (1, 11), аккордеон (4)
- Алан Йоханнес — соло-гитара (5), ситар (5)
- Гэвин Райт — струнные (6, 8)
- Пери Мейсон — струнные (6, 8)
- Бог Костецки — струнные (6, 8)
- Том Смит — струнные (6, 8)
- Пэт Кирнан — струнные (6, 8)
- Эмлин Синглтон — струнные (6, 8)
- Уоррен Зилински — струнные (6, 8)
- Пит Лейл — струнные (6, 8)
- Брюс Уайт — струнные (6, 8)
- Мартин Лавдей — струнные (6, 8)
- Дейв Дэниэлс — струнные (6, 8)
- Питер Мюррей — аранжировка струнных, дирижёр
- Боско ди Оливейра — уотерфон (9), перкуссия (9), кабаса (13), кахон (13)
- Мартин Шоу — труба (9)

## Детали издания
- Аранжировка «Ангела» не устроила Маргулиса, и он переделал песню для своего альбома «Продолжение следует», вышедшего также в 2007 году. Кроме того, изначально Макаревич предложил собственные стихи, Маргулис отказался. Поэтому они появились в записи с Оркестром Креольского Танго — «Штандер» под названием «Ангел № 2»[21]. В 2011 году в передаче «Достояние республики» Макаревич рассказал: «Пришёл Маргулис ко мне, говорит, я такую написал мелодию красивую, сочини стихи про ангела. Я ему написал стихи про ангела. Что-то они его не вставили. Я понимал, что в этой ситуации дружба дороже, поэтому настаивать не стал. Он в результате сам с помощью нашей общей подруги написал стихи, и в этом виде они попали на пластинку „Машины времени“. А спустя девять месяцев я с Женей Борцом на свои стихи написал совершенно другую музыку, и эта песня попала на альбом Оркестра креольского танго»[22].
- В «Time Machine» не вошла песня Макаревича «Птички и мошки», она тоже попала в «Штандер».